# Kostel svatého Václava (Nové Veselí)
Barokní kostel svatého Václava se nachází v městysi Nové Veselí v okrese Žďár nad Sázavou v Kraji Vysočina.

## Historie
První zmínka o kostele v Novém Veselí pochází již z roku 1393. Tento gotický kostel byl zasvěcen svatému Václavu a nacházel se na dnešním starém hřbitově. V roce 1709 byl veselský statek zakoupen žďárským klášterem. Opat Bernard Hennet, nástupce známého žďárského opata Václava Vejmluvy, nebyl spokojený se stavem veselského kostela, a proto se rozhodl nechat vystavět kostel nový. Základní kámen nového kostela byl posvěcen v roce 1751, samotná stavba započala pravděpodobně o rok později. Kostel byl dokončen v roce 1757, ve stejném roce byl i vysvěcen. Nový kostel byl zasvěcen opět svatému Václavu. Starý kostel byl zbořen v roce 1760.  
Kostel byl výrazně upravován po požáru roku 1831, tehdy byla jehož věž o třetinu snížena (původně byla vysoká 68 metrů).

## Popis

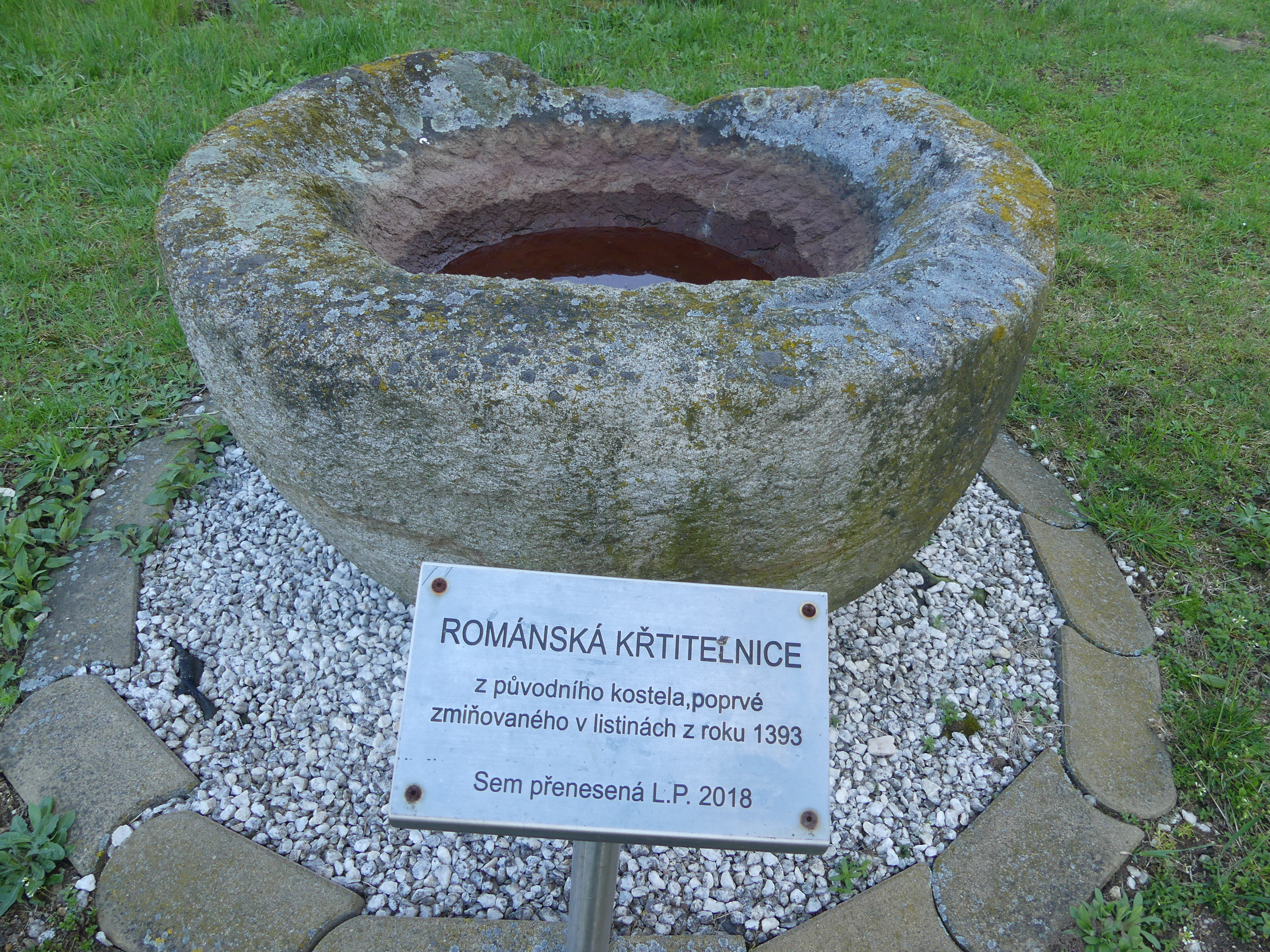
Románská křtitelnice před kostelem v Novém Veselí. První zmínka z roku 1393.

Uvnitř kostela je vyobrazený opatský znak s červeným kohoutem, jako památka na stavebníka Bernarda Henneta. Po stranách znaku se nachází nápis: „Svatý Wáclave, nedej zahynouti nám ni budoucím!“ Jednolodní barokní stavba byla pravděpodobně vystavěna dle projektu brněnského architekta a inženýra Františka Antonína Grimma (1710–1784). Původní věž kostela byla vysoká 68 metrů, ale po požáru v roce 1831 byla snížena na 36 metrů. Vlastní průčelí kostela je po stranách mezi pilastry prolomeno dvěma nikami se sochami (sv. Antonín Paduánský a neurčitelný světec bez atributu). Kostel je obehnán ohradní zdí, na západní straně se nachází hlavní vstupní brána. Na jejích pilířích stojí sochy svatého Jana Nepomuckého a Panny Marie Karlovské. Nalevo od hlavní brány stojí kamenný kříž, který je vysoký asi 7 metrů. Zajímavostí je, že je celý vytesán z jednoho kusu kamene. U bočního vstupu se nachází socha svatého Václava, kterou vytvořil akademický sochař a místní rodák Julius Pelikán (1887–1969). Socha byla odhalena v roce 1965.

## Pověst o založení kostela v Novém Veselí
Dle pověsti byl veselský kostel založen opatem žďárského kostela Bernardem Hennetem. Opat se během honu oddělil od družiny a zabloudil v hustých lesích. Marně se snažil najít nějaké známé místo nebo lesní cestu, byl hladový, unavený a zacházel stále hlouběji do lesů. Uprostřed temné noci padl opat na kolena a začal se modlit k Bohu, aby mu ukázal cestu a vyvedl ho z noci do dne. Slíbil, že pokud ve zdraví vyvázne, postaví v Novém Veselí nový kostel namísto starého kostela a zasvětí ho svatému Václavu. Modlil se celou noc, a když začalo svítat, opět se vydal na cestu. Najednou uslyšel zakokrhání kohouta. Ihned zapomněl na hlad, šrámy i únavu a bežel směrem, odkud kokrhání přícházelo. Kdykoliv zaváhal nebo ztratil směr, kokrhání kohouta se znovu ozvalo a ukázalo mu správnou cestu. Nakonec se opat dostal na okraj lesa a pak už snadno došel do veselského dvora. Veselští poddaní ho potom zavezli do kláštera, kde opat zjistil, že v lesích ztratil svůj vzácný opatský prsten s ostatky svatých. Slib ale dodržel. Nechal v Novém Veselí postavit krásný nový barokní kostel. Uvnitř chrámové lodi je vyobrazen rodový erb opata Bernarda Henneta, ve štítu se nachází červený kohout na zeleném pahorku, který v zobáku drží zlatý prsten.